# Placogorgia bebrycoides
Placogorgia bebrycoides is een zachte koraalsoort uit de familie Plexauridae. De koraalsoort komt uit het geslacht Placogorgia. Placogorgia bebrycoides werd in 1910 voor het eerst wetenschappelijk beschreven door Nutting. 